# Asistente eléctrico
Entre los trabajadores de una película, hay dos clases de best boy (best girl, en femenino): el best boy eléctrico (asistente eléctrico) y best boy agarrador. Son ayudantes de sus jefes de departamento, el iluminador (cine) y el agarrador clave, respectivamente.

## Responsabilidades de trabajo
Los best boy eléctricos son responsables de la operación del día a día del departamento de iluminación o agarre. Sus muchas responsabilidades incluyen la contratación, la planificación y la gestión de la tripulación; el alquiler, los pedidos, el inventario y la devolución de los equipos; la seguridad en el trabajo y mantener la disciplina dentro de su departamento; completar las tarjetas de asistencia y otros documentos; el almacenamiento de materiales de consumo; la carga y descarga de camiones de producción; la planificación y ejecución de la iluminación o aparejo de lugares o estudios de sonido; la coordinación con los equipos de los aparejos y de unidades de fotografía adicional (si procede); el manejo de las relaciones con los demás departamentos de producción; supervisar la aplicación de las normas sindicales (en su caso), y fungir como el representante en el día a día del departamento con el jefe de producción y el coordinador de su departamento. [2]
El "best boy" también acompaña o sustituye al grip o gaffer clave durante exploraciones técnicas. Durante la toma, el best boy también puede cubrir al grip o capataz cuando éste está en su descanso o ausente por alguna razón.
En las películas con muy pequeñas cuadrillas, el departamento eléctrico (iluminación) a menudo consiste en sólo un capataz, un best boy (asistente en iluminación), y algunos electricistas. El departamento de agarre puede incluir sólo un grip, un mejor muchacho, y unos cuantos apretones. Producciones a gran escala, tales como películas importantes incluyen comúnmente aparejo a tiempo completo y los equipos de segunda unidad, y en total pueden contratar a muchas docenas de mangos o electricistas a la vez.

## Etimología
El término es anterior a la industria del cine. En el sistema de aprendizaje inglés, el "best boy" era el más antiguo aprendiz con más experiencia del maestro, que así tenía más responsabilidades que los demás. En efecto, él fue la segunda persona a cargo, como un muchacho electricista hoy en día, para llevar a cabo las instrucciones del capataz.[cita requerida]
A medida que el capataz se acredita a veces como el jefe de técnicos de iluminación, el asistente eléctrico a veces se acredita como el asistente del técnico en jefe de iluminación.[cita requerida]
En los primeros días del cine, un supervisor que necesita ayuda adicional puede preguntarle a otro supervisor: "¿Puedo pedirle prestado a su best boy?" El término se estandarizó.[cita requerida]

## Uso fuera del inglés
Muchas películas en lengua francesa hechas en Canadá incluyen el término best boy en sus créditos. El término ha sido conocido por aparecer en los créditos de algunas películas francesas hechas en Francia, pero no suele aparecer en películas belgas o suizas.[cita requerida]
En la película alemana A la orilla del cielo, del 2007, dirigida por Fatih Akin, que tiene lugar en Alemania y en Turquía, se utiliza el término best boy en los créditos en alemán. Los equipos de televisión y de cine alemanes utilizan regularmente el término, ya que no existe la frase equivalente en su idioma.[cita requerida]